# Бежицкий уезд
Бе́жицкий уезд — административно-территориальная единица Брянской губернии, существовавшая в 1921—1929 годах. Центр — город Бежица.

## История
Уезд является правопреемником древнего Брянского уезда, упоминаемого с XVI века. С 14 апреля 1921 года, в связи с возложением на Брянск губернских функций и переносом уездных учреждений в Бежицу, Брянский уезд был переименован в Бежицкий (город Брянск в состав Бежицкого уезда не входил).
В 1922 значительно расширен за счёт присоединения волостей соседних уездов: Кокинской и Крестовской волостей Трубчевского уезда и всей западной части Жиздринского уезда (Пупковская, Людиновская, Мамоновская, Бутчинская, Дулевская, Савкинская, Погостовская, Песоченская, Семиревская и Грибовская волости). В 1924 из состава Трубчевского уезда были переданы также Пролысовская, Салтановская и частично Уручьенская волости, а также Кульневская волость из Почепского уезда и Бутерская волость из Карачевского уезда.
В 1929 году, с введением районного деления, Бежицкий уезд был ликвидирован.

## Административное деление
Административное деление на 1 января 1928 года:
| Волости      | Сельсоветы |
| ------------ | --- |
| Бежицкая     | Альшаницкий, Антоновский, Большеполпинский, Бородовицкий, Верхнерадицкий, Глаженский, Глинищевский, Голяжский, Городищенский, Дарковичский, Добруньский, Домашевский, Дорожовский, Елисеевский, Журиничский, Карачижско-Крыловский, Коростовский, Липовский, Малополпинский, Меркульевский, Сельцовский, Соколовский, Стекляннорадицкий, Супоневский, Тешеничский, Тимоновский, Толмачевский, Трубчинский, Хотылевский, Чайковский, Чугуннорадицкий |
| Вороновская  | Бунёвский, Владимировский, Вороновский, Горелослободский, Жуковский, Каменский, Копальский, Молотьковский, Пятницкий, Селиловичский, Семеновский, Снопотский, Хотмировский, Яблоновский |
| Выгоничская  | Бурачёвский, Городецкий, Залядский, Козловский, Кокинский, Колодненский, Красносельский, Лопушский, Мякишевский, Никольский, Палужский, Паниковицкий, Пильшенский, Сосновоболотский, Сосновский, Уручьенский, Утынский, Хмелевский |
| Дубровская   | Алешенский, Берестокский, Будский, Давыдчичский, Девочкинский, Дубровский, Жабовский, Заустьенский, Зимницкослободский, Лутовинский, Мареевский, Пеклинский, Рековичский, Рябчинский, Салынский, Серпеевский, Федосеевский |
| Дятьковская  | Будочкинский, Бытошевский, Васильевский, Вербежицкий, Жуковский, Знеберьский, Ивановичский, Ивотокский, Кургановский, Куявский, Любохонский, Любышский, Маховогутский, Немеричский, Ольшанский, Особенский, Псурьский, Пупковский, Савинский, Сельцовский, Слободищенский, Сосновский, Стародятьковский, Старорубчанский, Сукремльский, Тихоновский, Хотнянский, Цементнозаводской, Чернятичский                                                    |
| Жирятинская  | Бойтичский, Высокский, Граборовский, Жирятинский, Издежичский, Ишовский, Карповский, Кашовский, Княвичский, Княжичский, Кульневский, Малфинский, Морачевский, Орменский, Рубчанский, Савлуковский, Свинцовский |
| Жуковская    | Александровский, Бацкинский, Гришинослободский, Жуковский, Касиловский, Любегощенский, Новониколаевский, Новосельский, Олсуфьевский, Саковский, Старолавшинский, Фошнянский, Ходиловичский |
| Людинковская | Акуличский 1-й, Акуличский 2-й, Аленьский, Бабинский, Болотнянский, Деньгубовский, Коршевский, Лутнянский, Людинковский, Мужиновский, Надвинский, Недельский, Николаевский, Новомармазовский, Новотроицкий, Павлинский, Сальниковский, Старомармазовский, Столбянский, Строительскослободский, Ятвижский |
| Мокровская   | Барсуковский, Бутчинский, Верхнестуденецкий, Ветмицкий, Высокский, Григорьевский, Гуличский, Закрутовский, Зимницкий, Ивашковский, Латышевский, Лужницкий, Милеевский, Мокровский, Новоселковский, Петровский, Троицкий, Холмовский, Хотожский, Шаровичский, Шаховский, Ямновский |
| Навлинская   | Алексеевский, Алешенский, Андреевский, Бутерский, Бяковский, Вздруженский, Вознесенский, Гаврилковский, Глинновский, Журавский, Зубовский, Клинский, Клюковникский, Крапивенский, Лбовский, Навлинский, Прилепский, Пролысовский, Ревенский, Салтановский, Святовский, Синезерский, Соколовский, Чичковский |
| Овстугская   | Балтийский, Белоголовльский, Быковичский, Городецкий, Госамский, Дятьковичский, Крыжинский, Леденевский, Лелятинский, Летошницкий, Молотинский, Неготинский, Новоселковский, Овстугский, Опыханский, Речицкий, Столбянский, Страшевичский, Троснянский, Чернетовский, Шамординский, Шапкинский |
| Песоченская  | Бакеевский, Барсуковский, Бережковский, Ближненатаровский, Верзебневский, Верхнепесоченский, Воскресенский, Выползовский, Дубровский, Колчинский, Лосинский, Малопесоченский, Малосавкинский, Манинский, Соломоновский, Тягаевский, Чужбиновский |